# Upplands runinskrifter 1148
Upplands runinskrifter 1148 är en försvunnen vikingatida runsten som funnits i Älvkarleby kyrka, Älvkarleby socken och Älvkarleby kommun. Från 1600-talet finns rapporter om att stenen legat i dörren vid sakristian. Möjligen försvann den redan under slutet av detta sekel i samband med en större tillbyggnad. Den var under alla omständigheter försvunnen på 1700-talet. Stenen är 1,8 meter hög och 1,06 meter bred samt prydd med en repstav nedtill.

## Inskriften
Translitterering av runraden:
[...-nsi · uha · auk arfuntr auk kuþfastr auk + ska--... ...-nþ(k)... sin han uas · suikn ...ans]
Normalisering till runsvenska:
... uha ok Armundr ok Guðfastr ok ... ... sinn. Hann vas svikinn ...
Översättning till nusvenska:
... och Armund och Gudfast och ... sin ... Han blev försåtligt dräpt ...